# 翼をください (テレビドラマ)
『翼をください』（つばさをください）は、NHKで1988年1月3日に放送されたテレビドラマ。「学校差別」をテーマとしており、大きな反響を生み、現在も語り継がれている。
サブタイトルに「進学校だけが学校じゃない、でも“学校はどちら?”とだけは聞かないで!」とあるが、これは制作会議段階でのタイトル『学校はどちら?』が“あまりに刺激的”と却下されてサブタイトルに取り入れられたものである。

## 誕生のきっかけ
ジェームス三木が、講演のために福岡県直方市を訪れた際、同市を流れる遠賀川にかかる「日の出橋」の下流側（遠賀郡・中間市側）の歩道は直方学園高等学校（後に直方東高等学校、2003年9月30日限りで廃校）の生徒、一方の上流側（飯塚市・嘉麻市側）の歩道は福岡県立直方高等学校の生徒と、完全に分かれて歩いていた光景を見たのがヒントになって、脚本が書かれ生まれた作品である。

## 概要
とある地方都市にある「私立花房学園高校」は、進学校である「県立花房高校」の入学試験に通らなかった落ちこぼれが行く高校である。丸山家の長男栄作は生徒会長ではあるものの花房学園に通う劣等生、一方の次男保は花房高校に通う優等生だったために栄作は妹の恭子からも日々バカにされる始末。在籍校のことで兄弟はギクシャクした関係であったが、両親は栄作のことを認めており、特に母の藤子は毎朝自宅の前を歩いて通学する花房学園の生徒達に笑顔で挨拶をして元気付けていた。
ある日、花房学園の教師であり栄作の学級担任でもある「イマイチ」こと今岡一郎が自校の文化祭にて「お前達の不平・不満を地域の人達に聞いてもらおうじゃないか！」というユニークな提案をする。だが、校長の円城寺はあまりいい顔をせず、生徒達も頑なに拒否、挙句の果てにはある生徒のイタズラにより花房高校のマドンナ教師である大川篤子にも軽蔑される。しかしイマイチは自身の大学受験における挫折を栄作達に語り、その話に感動した栄作は生徒達に声を掛ける。生徒達は最初こそ嫌がっていたもののイマイチや栄作の思いは通じ、一人ずつ自分の悩み・苦しみ・悔しさ・怒りなどを本音で語り、中には涙を流していた生徒もいた。この件に関しては栄作の母である藤子は栄作が藤子の経歴を皆へ公表したことによっていささか不満げであったが、父である光政は大いに賛成してくれた。それによって自信をもったイマイチは大川を文化祭のリハーサルに招待、大川も凄く感動し誤解は解けたのだが、突如花房学園と花房高校の文化祭の日程が重複する事態となった。
そして文化祭当日、花房学園の文化祭には一部の心無いOB達が中傷に乗り込んできたが、必死に抵抗。花房高校から駆けつけた保も「兄貴をバカにするな!」と叫びながら追い払い、やがて文化祭は落ち着いた。
物語の終盤で光政が「東大を卒業した子よりもトラブルを解決出来る子のほうが偉い」と言っているが、その台詞は自身も大学入学資格検定（現・高等学校卒業程度認定試験）の出身者であるジェームス三木が、大検（＝高認）受験生に著書や講演会などで常に呼びかけている励ましのメッセージでもある。

## 主な出演者
- “イマイチ”今岡一郎：片岡鶴太郎
- 丸山栄作：江口洋介
- 丸山保：斉藤隆治
- 丸山恭子：森川美穂
- 丸山光政：橋爪功
- 丸山藤子：倍賞美津子
- 大川篤子：宮崎美子
- 円城寺文子：菅井きん
- 石田弦太郎
- 鷲尾真知子
- 山口祥行
- 西村和彦
- 川原田新一
- 福田直美
- 春一番
- 浅井星光

## スタッフ
- 原作・脚本…ジェームス三木
- 製作…高橋康夫
- 演出…富沢正幸

## 舞台
- 1990年、劇団「青年劇場」によって舞台公演劇となり、ロングラン公演になるほどの人気となった。
  - 青年劇場＋高文研「学校はどちらって聞かないで〜『翼をください』の舞台を見た高校生たち」　1994年9月発行
  - 第50回公演 ジェームス三木＝作・演出

## 備考
- 徳間書店『徳間アニメージュ文庫』で文庫化された。
- 後にビデオソフトとなった。（販売・VAP）
- 本放送が行なわれた直後、いわゆる“教育困難校”の生徒達から「ドラマは俺達の言いたい事を代弁してくれた」と大反響を呼び（賛同の電話が殺到した）、直ちに再放送が決まったという。
- 生徒たちの芝居があまりにもリアルであったため（例えばセリフを噛んでもNGにならずそのまま使われている）、「どこかの学校から生中継しているのか？」と勘違いする視聴者もいたという。
- 地元集中の教材として中学3年生に見せる中学校も多々ある。